# Sessanta (album)
Sessanta è un album in studio del cantautore italiano Eugenio Finardi, pubblicato in contemporanea alla partecipazione al Festival di Sanremo 2012, il 15 febbraio 2012. Contiene 3 CD e qualche inedito. Il lavoro è stato registrato in diretta e mixato da Carlo Miori agli Only Music Studio di Bruino, tra dicembre 2011 e gennaio 2012.

## Tracce
CD1
1. Nuovo Umanesimo (il seme) - inedito
2. Mayday
3. F104
4. Valeria come stai?
5. Le ragazze di Osaka
6. Giai Phong
7. Trappole
8. Saluteremo il Sig. Padrone
9. Se solo avessi
10. Quasar
11. Mojo Philtre

CD2
1. Maya - inedito
2. Oggi ho imparato a volare
3. La canzone dell'acqua
4. Non diventare grande mai
5. Patrizia
6. Uno di noi
7. Dolce Italia
8. Laura degli specchi
9. Estrellita
10. Why? - inedito
11. Passerà (radio edit) - inedito

CD3
1. E tu lo chiami Dio - inedito
2. La forza dell'Amore
3. Non è nel cuore
4. Un uomo
5. Soweto
6. La Radio
7. Extraterrestre
8. Musica Ribelle
9. Amore Diverso
10. Nuovo Umanesimo (versione Casacci) - inedito
11. Passerà (versione estesa) - inedito

## Formazione
- Eugenio Finardi - voce, chitarra elettrica, chitarra acustica
- Paolo Gambino - tastiera, pianoforte
- Marco Lamagna - basso
- Claudio Arfinengo - batteria
- Giovanni Maggiore - chitarra elettrica, chitarra acustica
- Claudio Rossi - violino, mandolino, bouzouki, ukulele

## Classifiche
| Classifica (2011) | Posizione massima |
| ----------------- | ----------------- |
| Italia            | 58                |

### Andamento nella classifica italiana
| Posizione | 70 | 58 | 73 | - | - | - | - | - | - | - |